# Група могил борців за радянську владу
Група могил борців за Радянську владу — масове поховання людей в середмісті Донецька у вигляді меморіального комплекса. Знаходиться у Ворошиловському районі.
Комплекс встановлений на місці найбільшого в Донецьку поховання учасників Жовтневого перевороту 1917 року та громадянської війни в Росії. Тут поховано 26 чоловік в 1 братській і 4 одиночних могилах.
1957 року поряд з групою могил встановлений обеліск із сірого полірованого граніту на якому написано «Борцям за радянську владу». Біля підніжжя обеліска вирізана в граніті п'ятикутна зірка та вічний вогонь. Автори обеліска: архітектори — Е. А. Равін та Н. В. Куликов.
У жовтні 2008 року пам'ятник пошкоджено невідомими українськими патріотами, які намалювали на ньому знак «Ідея Нації».. Також у цей час був пошкоджений пам'ятник Артему.